# Javier Garay
Francisco Javier Garay Rangel (ur. 7 sierpnia 1960 w mieście Meksyk) – meksykański piłkarz występujący na pozycji obrońcy, w późniejszym czasie trener.

## Kariera klubowa
Garay pochodzi ze stołecznego miasta Meksyk i jest wychowankiem tamtejszej drużyny Pumas UNAM. Do seniorskiego zespołu został włączony przez szkoleniowca Mario Velarde i w meksykańskiej Primera División zadebiutował 18 września 1983 w zremisowanym 1:1 spotkaniu z Universidadem de Guadalajara. Już tydzień później zdobył swojego pierwszego gola dla Pumas, 25 września w zremisowanej 3:3 konfrontacji z Tigres UANL. Od tamtego czasu regularnie występował w barwach drużyny, jednak nie zawsze w pierwszej jedenastce. W sezonie 1984/1985 wywalczył ze swoją drużyną największy sukces w piłkarskiej karierze – wicemistrzostwo Meksyku. W połowie 1987 roku odszedł do niżej notowanego zespołu Monarcas Morelia, gdzie od razu został podstawowym defensorem drużyny i pozostał nim już do odejścia z klubu. W Morelii spędził w sumie sześć sezonów, jednak nie odniósł z nią żadnego sukcesu zarówno na arenie krajowej, jak i międzynarodowej. Karierę zakończył w wieku 34 lat, reprezentując barwy Toros Neza.

## Kariera trenerska
Po zakończeniu gry w piłkę Garay rozpoczął pracę jako trener w swoim macierzystym klubie Pumas UNAM. Początkowo pełnił w nim rolę asystenta szkoleniowca pierwszego zespołu  Rafaela Amadora, natomiast w sierpniu 2000, wspólnie z Raúlem Servínem, został mianowany pierwszym trenerem Pumas. Duet ten poprowadził zespół w piętnastu meczach, notując sześć zwycięstw, trzy remisy i sześć porażek, po czym został zastąpiony przez Miguela Mejíę Baróna. Sam Garay w późniejszym czasie był asystentem kolejnego trenera Pumas, Hugo Sáncheza, a później powrócił do pracy z klubową młodzieżą. W 2007 roku został trenerem trzecioligowej filii drużyny, Pumas Naucalpan, w której współpracował z kilkoma przyszłymi piłkarzami pierwszego składu Pumas. Sześć lat później został zastąpiony na tym stanowisku przez Christiana Ramíreza.